# 拉姆齐·马里
拉姆齐·马里（约公元前25世纪前后在位）（英語：Lamgi-Mari）马里国王。其塑像在泰尔·哈里遗址中发现。